# Ле-Крёзо
Ле-Крёзо́ (фр. Le Creusot) — город в центральной части Франции в департаменте Сона и Луара, региона Бургундия.

## География
Ле-Крёзо расположен 280 км юго-восточнее Парижа, 75 км юго-западнее Дижона, 65 км к юго-западу от Макона. Это третий по величине после Шалон-сюр-Сон и Макона город департамента. Население города составляет 23.207 человек (2008).

## Экономика
Бывший шахтёрский город теперь является центром производства специальных сталей, машиностроительной (металлургические компании ArcelorMittal, Schneider Electric, Alstom) и военной промышленности.
С 1990-х годов развивается туристическое направление. Главной достопримечательностью является «Parc des Combes».
Ле-Крёзо — это также второй образовательный центр Бургундии (после Дижона) со своим университетским кампусом.

## Города-партнёры
- Блискастель, ФРГ (1959)
- Бор, Сербия
- Майданпек, Сербия